# Laaga Chunari Mein Daag

Laaga Chunari Mein Daag est un film indien réalisé par Pradeep Sarkar sorti en 2007. 
Le rôle principal est tenu par Rani Mukherjee qui interprète une jeune femme de la classe moyenne amenée à se prostituer pour entretenir sa famille.

## Synopsis
Badki et sa jeune sœur Chutkti ont une vie heureuse à Bénarès. Toutes les deux vivent dans une famille affectueuse de la classe moyenne, même si les temps sont difficiles. Leur père est un ancien professeur dont la pension a été révoquée sans aucune justification. En jeune fille courageuse Badki prend sur elle de subvenir aux besoins de sa famille, espérant la reconnaissance de son père. Mais celui-ci, aigri par une succession de problèmes, ne cesse de lui reprocher de ne pas être un garçon.
Elle se rend à Mumbai pour trouver un travail mais, sans formation professionnelle et ne parlant pas anglais, ses sollicitations sont repoussées. C'est ainsi qu'elle devient call girl de luxe ce qui lui permet de pourvoir aux dépenses de sa famille à laquelle elle cache l'origine de l'argent qu'elle lui envoie.
À la fin de ses études, sa jeune sœur vient la rejoindre à Mumbai, où elle trouve du travail et l'amour. Badki, quant à elle, renonce à l'amour de Rohan rencontré lors d'un voyage en Suisse.

## Fiche technique
- Réalisation : Pradeep Sarkar
- Scénario : Pradeep Sarkar
- Genre : Drame

## Distribution
- Rani Mukherjee : Badki
- Jaya Bachchan : la mère de Badki et Chutkti
- Konkona Sen Sharma : Chutkti
- Abhishek Bachchan : Rohan
- Kunal Kapoor : le fiancé de Chutkti
- Anupam Kher : le père de Badki et Chutkti
- Kirron Kher
- Hema Malini